# Ogcocephalus vespertilio
Ogcocephalus vespertilio es una especie de pez del género Ogcocephalus.

## Descripción
Tiene un rostro muy alargado, similar al de O. corniger y O. pumilus, pero estas especies cuentan con un menor número de radios en las aletas pectorales. La cabeza y el cuerpo aplanados de este pez, conocidos como «disco», están compuestos por la cabeza y el cuerpo hasta la axila de las aletas pélvicas; el borde anterior del disco está formado por las espinas extendidas del opérculo, que se extienden hacia atrás desde el cráneo y rodean el tronco por ambos lados. El rostro, con forma de cuerno, en el hocico varía de corto a largo y se proyecta mucho más allá de los ojos. La esca tiene tres puntas carnosas y se encuentra en una pequeña cavidad ilíaca ubicada debajo del rostro. Se encuentra una espina en el ángulo del opérculo, que puede ser pequeña o incluso grande pero sin espínulas. Las branquiespinas son placas ovaladas cubiertas de pequeños dientes. Los ojos se encuentran a los lados de la cabeza. Las aberturas branquiales son pequeñas y se ubican en la parte posterior de las bases superiores de las aletas pectorales. Las aletas pectorales y pélvicas se asemejan a extremidades, y las pectorales están completamente separadas del cuerpo. Las pequeñas aletas dorsal y anal están cubiertas de piel y se ubican en las superficies superior e inferior de la cola. La superficie dorsal del cuerpo presenta escamas que se asemejan a grandes escudos y espinas cónicas. La superficie ventral del cuerpo está completamente cubierta de escamas óseas puntiagudas, mientras que la superficie ventral de la cola presenta una densa cubierta de pequeñas espinas, a veces con un pequeño número de espinas cónicas a lo largo de su línea media. En especímenes preservados, el color general de las partes superiores es marrón, con manchas oscuras y líneas pálidas entre ellas. Presenta labios y parte inferior pálidos. Cuenta con una longitud total máxima publicada de 30,5 cm (12,0 pulgadas) y un peso máximo publicado de 60,8 g (2,14 oz).

## Distribución y hábitat
Se encuentra en el océano Atlántico occidental a lo largo de la costa de Sudamérica, desde Surinam al norte hasta Buenos Aires al sur. Se encuentra a profundidades de entre 24 y 66 m (79 y 217 pies) en sustratos blandos de la plataforma continental, llegando incluso a las partes bajas de los estuarios. Se encontró un ejemplar de este pez en agua dulce pura entre 1300 y 1400 km (810 y 870 mi) aguas arriba de la desembocadura del Amazonas.